# A tota vela
A Tota Vela va ser la capçalera d'una publicació impresa, editada per la Federació Catalana de Vela, que va substituir el 1994 un butlletí anterior anomenat “Ve La Fede”, aparegut el 1989. La publicació va tenir un recorregut fins a l'any 2009, quan la Federació va decidir cobrir la seva comunicació impresa a través d'un annex de quatre págines inserit a la revista REGATA de periodicitat mensual. En total es van publicar 47 números de “A Tota Vela”.
L'anterior butlletí, “Ve La Fede”, estaba dirigit pel llavors secretari esportiu d'aquesta federació, el regatista olímpic José Maria van der Ploeg, i es publicava tant en castellà com en català. Quan la publicació es va transformar a revista, va passar a nomenar-se “A Tota Vela”, amb una edició escrita íntegrament en català. “Ve La Fede" tenia com a sotcapçalera el lema 'Butlletí de la Federació Catalana de Vela'. Aquella publicació era un modest full din A3, doblegat, imprès “a una sola tinta” i de només quatre pàgines. No mantenia una periodicitat constant d'aparició, sinó que es publicava esporàdicament i quan les circumstàncies així ho reclamaven.
Amb el número 10, quan la publicació passa a dir-se "A Tota Vela", una nova gerència federativa, a càrrec d'Oscar Grau, i amb l'impuls del nou president de la Federació, Joan Anton Camuñas, fan que el butlletí canvies radicalment de filosofia i estil, convertint-se en una publicació ”a tot color”, amb 36 pàgines i amb vocació de ser una revista nàutica sobre l'activitat esportiva de la vela catalana.
Es va arribar a un acord de col·laboració tècnica amb l'empresa editora Alesport, i és substitueix l'antiga capçalera de la publicació “Ve la Fede” per la de “A Tota Vela”, canviant, també i retirant el concepte de 'butlletí' que sortía com sotcapçelera, per passar a explicar que era la 'Revista de la Federació Catalana de Vela', amb una periodicitat trimestral. La revista, també va estar editada per les editorials, MC Ediciones, S.A, Publitrans 2000 i Curt Ediciones,S.A.